# Spongodes indivisa
Spongodes indivisa is een zachte koraalsoort uit de familie Nephtheidae. De koraalsoort komt uit het geslacht Spongodes. Spongodes indivisa werd in 1895 voor het eerst wetenschappelijk beschreven door Kükenthal. 